# Ochlockonee (rzeka)
Chattahoochee – rzeka w USA, w stanach Georgia i Floryda, uchodząca do Apalachee Bay, będącą ramieniem Zatoki Meksykańskiej. Górny bieg rzeki wraz z ujściem stanowi park stanowy Ochlockonee River State Park.